# Гренада на літніх Олімпійських іграх 1988
Гренада на літніх Олімпійських іграх 1988 року в Сеулі (Південна Корея) взяла участь вдруге за свою історію. Країну представляли 6 спортсменів (4 чоловіки та 2 жінки), які брали участь у змаганнях з легкої атлетики та боксу. Країна не завоювала жодної медалі.

## Бокс
| Спортсмен    | Дисципліна | 1/32                        | 1/16                         | Чвертьфінал        | Півфінал           | Фінал              | Фінал |
| Спортсмен    | Дисципліна | Суперник Результат          | Суперник Результат           | Суперник Результат | Суперник Результат | Суперник Результат | Місце |
| ------------ | ---------- | --------------------------- | ---------------------------- | ------------------ | ------------------ | ------------------ | ----- |
| Тед Джозеф   | до 54 кг   | Хосе Гарсія (MEX) L RSC-1   | не пройшов                   | не пройшов         | не пройшов         | не пройшов         | 33    |
| Гарт Фелікс  | до 71 кг   | Норберт Ніроба (FRG) L KO-1 | не пройшов                   | не пройшов         | не пройшов         | не пройшов         | 33    |
| Джон Тобін   | до 75 кг   | Bye                         | Лофті Аєд (SWE) L 5:0        | не пройшов         | не пройшов         | не пройшов         | 17    |
| Кріс Коллінс | до 81 кг   | Bye                         | Ахмед Ель-Наггар (EGY) L 5:0 | не пройшов         | не пройшов         | не пройшов         | 9     |

## Легка атлетика
Трекові і шосейні дисципліни
| Спортсмен          | Дисципліна             | Кваліфікація/ гіт | Кваліфікація/ гіт | Чвертьфінал | Чвертьфінал | Півфінал   | Півфінал   | Фінал      | Фінал      |
| Спортсмен          | Дисципліна             | Результат         | Місце             | Результат   | Місце       | Результат  | Місце      | Результат  | Місце      |
| ------------------ | ---------------------- | ----------------- | ----------------- | ----------- | ----------- | ---------- | ---------- | ---------- | ---------- |
| Арлін Вінсент Марк | марафон, жінки         | Н/Д               | Н/Д               | Н/Д         | Н/Д         | Н/Д        | Н/Д        | 3:25:32    | 62         |
| Агнес Гріффіт      | біг на 200 м, чоловіки | 24.79             | 43                | не пройшла  | не пройшла  | не пройшла | не пройшла | не пройшла | не пройшла |
| Агнес Гріффіт      | біг на 400 м, чоловіки | 57.09             | 41                | не пройшла  | не пройшла  | не пройшла | не пройшла | не пройшла | не пройшла |